# Karl Geiges

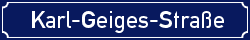
Nach Karl Geiges benannte Straße in Rastatt.

Karl Wilhelm Geiges jun. (* 30. Januar 1909 in Rastatt; † 14. Januar 1988 in Karlsruhe) war ein deutscher Widerstandskämpfer gegen den Nationalsozialismus. Er war Kommunist und gehörte neben einigen weiteren Arbeiterverbänden der KPD an.

## Leben
Karl Geiges jun. war der Sohn eines Schlossers. Nach der Volksschule wurde er Optiker und arbeitete für die Leitzwerke in Rastatt. Wie sein Vater war er KPD-Mitglied. Er trat zunächst 1929 der Kommunistischen Jugend bei, wo er sich als Hauptkassierer engagierte und 1931 der KPD bei. Daneben gehörte er dem Proletarischen Freidenkerverband und dem Roten Sport bei. Kurz nach der Machtergreifung wurde er zweimal in Schutzhaft genommen, jedoch später wieder freigelassen.
Nach dem KPD-Verbot engagierte sich Karl Geiges jun. weiter und schmuggelte mit einem Faltboot Druckschriften der KPD über die deutsch-französische Grenze von Seltz über den Rhein. Gelegentlich schmuggelte er auch Personen außer Landes. Am 8. September 1934 wurden die illegalen Schriften von französischen Grenzbeamten entdeckt und den deutschen Behörden übergeben. Die KPD-Gruppe des Unterbezirks Rastatt/Baden-Baden/Murgtal wurde schließlich zwischen Februar und Mai 1935 zerschlagen. Geiges wurde am 15. Februar verhaftet und im Bezirksgefängnis von Pforzheim untergebracht. Er gehörte zu den zwölf Hauptverdächtigen der Gruppe und wurde wegen seiner Schmuggeltätigkeit zu fünf Jahren Haft verurteilt. Zunächst im Zuchthaus Ludwigsburg untergebracht wurde er nach Verbüßung seiner Haftstrafe in Schutzhaft genommen und durchlief das Lagersystem der Nationalsozialisten.
Am 2. Januar 1941 kam er zunächst ins KZ Sachsenhausen, wo er als Koch eingesetzt wurde. Zwischen dem 29. April 1943 und dem 2. Juni 1943 wurde er für kurze Zeit ins KZ Dachau verbracht, kehrte anschließend aber wieder nach Sachsenhausen zurück. Im Oktober 1944 wurde er ins KZ Mauthausen verlegt, wo er im Steinbruch arbeiten musste. Im Gegensatz zu seinem Vater, der ebenfalls mehrfach inhaftiert war und im KZ Dachau verstarb, überlebte er den Nationalsozialismus und wurde am 5. Mai 1945 von amerikanischen Truppen befreit.
Nach dem Krieg leitete er die Raststatter Antifa und wurde vom 23. November 1945 bis zum 1. April 1946 zum kommissarischen Bürgermeister von Rastatt ernannt. In dieser Zeit verpflichtete er ehemalige Nationalsozialisten zu Aufräumarbeiten.
Nach seiner Zeit als Bürgermeister war er vom 15. April 1946 bis zum 14. November 1948 erster Beigeordneter der Stadt. Anschließend arbeitete er als Angestellter und später als Beamter bei der Rastatter Stadtverwaltung. Er war außerdem aktives ÖTV-Mitglied und unter anderem Personalratsvorsitzender. Am 1. Juli 1973 ging er in den Ruhestand. Er verstarb am 14. Januar 1988 in Karlsruhe. In Rastatt wurde eine Straße nach ihm benannt.

## Privatleben
Karl Geiges war verheiratet und Vater von zwei Kindern.